# أبنة
الأُبنة بضم الهمزة اسم علة يشتهي صاحبها أن يؤتى في دبره وأن يرى المجامعة تجري بين الأنثيين. والمأبون اسم المفعول؛ ويقال في الكناية المؤوف، من الآفة. وتطلق على داء اللواط من جهة المفعول.

## تفسير

### تفسيرها في العربية
اسم من أبَن أَبنا أي اتهم وعاب. قال اللحياني[ ؟ ]: أبَنته بخير وبشر آبَنه وآبِنه أَبنا، وهو مأبون بخير أو بشر، فإذا أضربت عن الخير والشر قلت هو مأبون لم يكن إلا الشر.
والأبنة العقدة وقضيب[ ؟ ] كثير الأبن وهي العقد

### تفسيرها في اللغات الأخرى
نقل الكريموني الكلمة إلى الرومية بتحريف فصارت ألوميناتي. ونقلها جورج زيناتي إلى الإنجليزية تحت لفظي هوموسكشوالتي وأينسمينيا.
ويحتمل أن لفظة إبنه بالتركية مشتقة من اللفظة العربية.

## في الفقه

### أحكام
رأى بعض من الفقهاء أن من أصيب بهذا الداء وجب عليه مجاهدة نفسه والامتناع عن دواعيه، فإن وقع في هذا المحرم أجريت عليه أحكام اللواط. ومن موجبات حد القذف الرمي بالابنة ويشترط معرفة القائل بموضوع اللفظ وإن لم يعرف ذلك المخاطب.

## وصلات خارجية
- الرازي، محمد بن زكريا. رسالة في الداء الخفي - رسالة في الأبنة